# Bracon laemosacci
Bracon laemosacci är en stekelart som först beskrevs av Muesebeck 1925.  Bracon laemosacci ingår i släktet Bracon och familjen bracksteklar. Inga underarter finns listade.